# Duesenberg Model J
Duesenberg Model J одна з найвідоміших моделей "золотої доби" - першої третини ХХ ст. Вироблялась американською фірмою "Duesenberg" ("Дюзенберг") впродовж 1928-1937 років, а після 1932 мотор комплектувався компресором.

## Історія

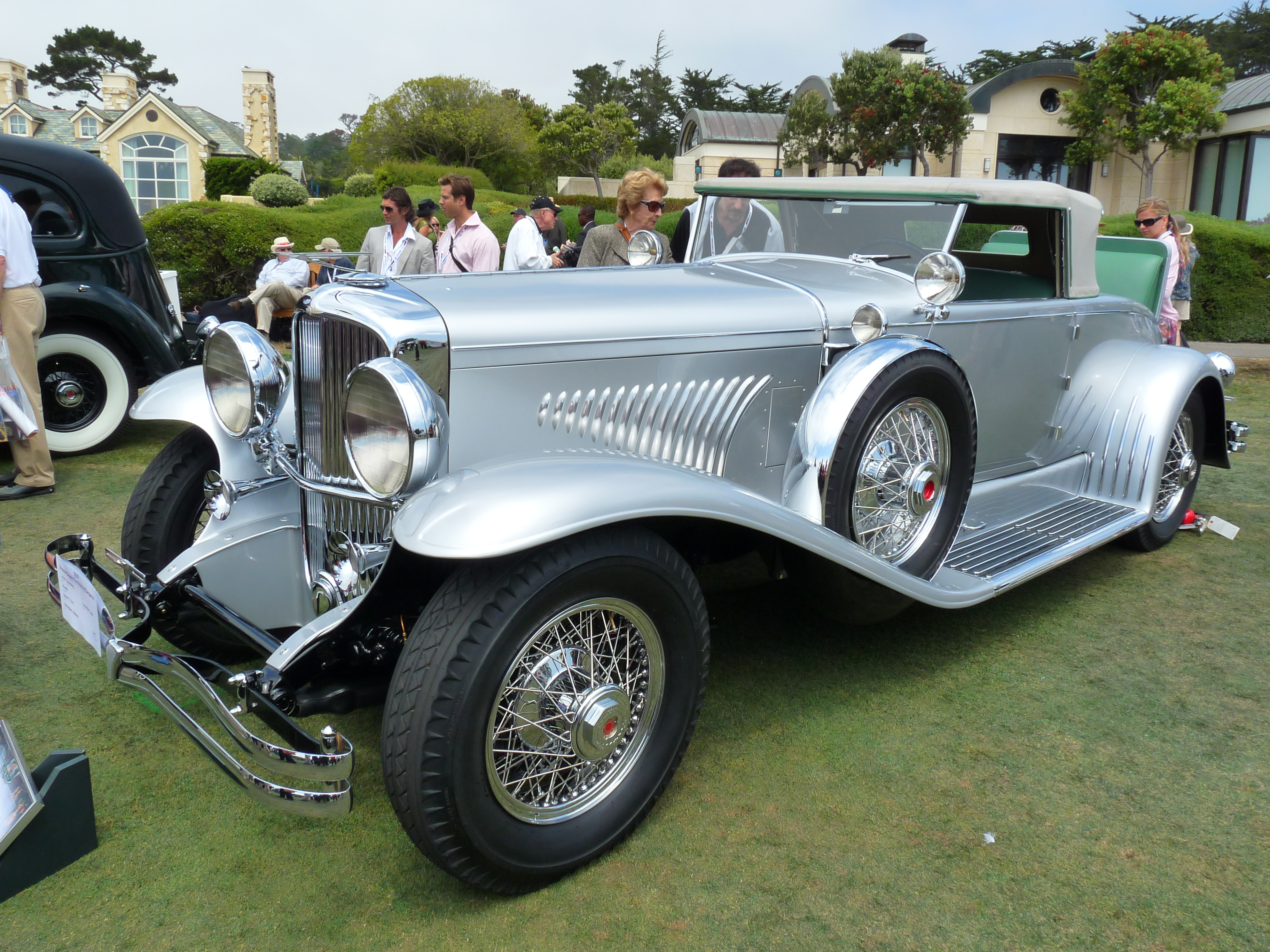
Duesenberg J. Murphy Convertible. Coupe. 1929

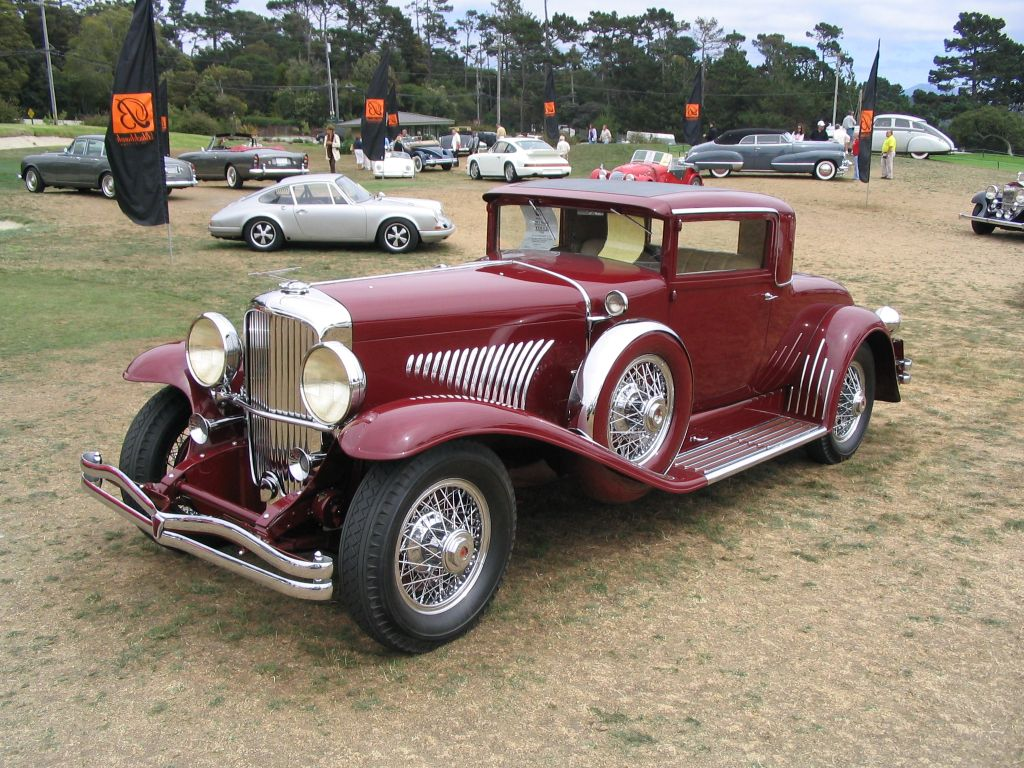
Duesenberg J. Judkins. Сoupe. 1932

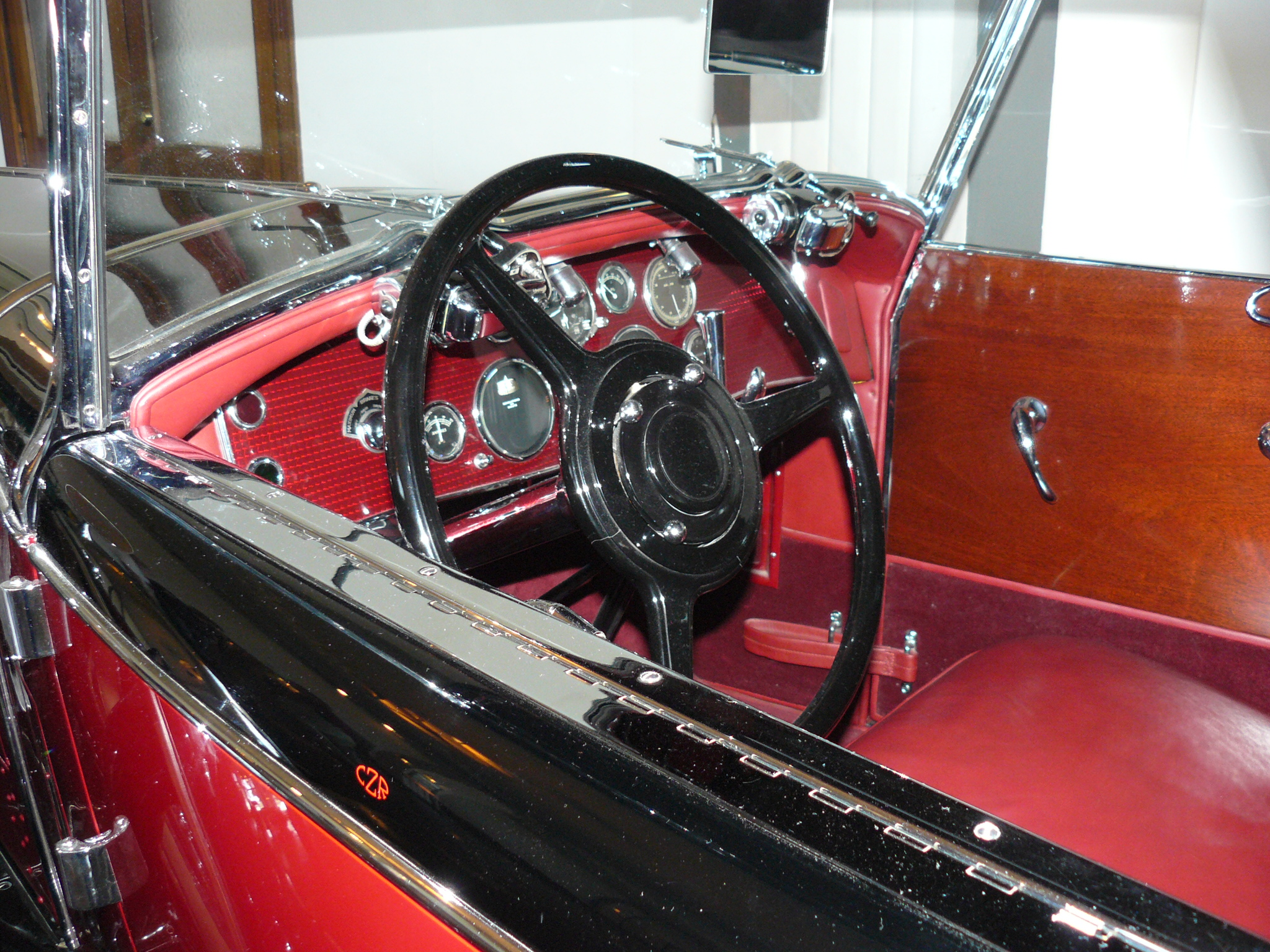
Duesenberg. 1931. Панель приладів

Еррет Лоббан Корд (англ. Errett Lobban Cord) придбав компанію "Duesenberg Motor Corporation" з метою випускати розкішні авто рівня Hispano-Suiza, Isotta Fraschini Tipo 8A, Mercedes-Benz, Rolls-Royce, Bugatti.
У розробці автомобіля брав участь дизайнер Гордон Бьоріґ. Модель J дебютувала 1 грудня 1928 на автосалоні у Нью-Йорку, потім у Парижі (1929). На час початку Великої депресії було побудовано 200 авто (жовтень 1929), наступного року ще 100, при намірах Корда продавати щорічно 500 шасі. Це був один з найшвидших і найдорожчих автомобілів світу.
Через фінансові проблеми компанія Корда розпалась (1937). Компанія Rollson виготовила на куплених шасі ще два авто (1937-1940). У післявоєнний період моделі Duesenberg Model J продавали по 100 - 400 доларів. Їхні ціни почали зростати у 1950-х роках. "Метеор мармонів" продали на аукціоні за 4.500.000 доларів (2004), а модель SJ за 4.400.000 доларів (2007).

## Технічні дані
Рядний атмосферний 8-циліндровий 32-клапанний мотор з двома верхніми розподільчими валами розвивав потужність 265 к.с. (198 кВт). Завдяки цьому модель J розвивала швидкість 192 км/год і 151 км/год на 2 передачі. Його доповнювала 4-ступінчаста коробка передач, замінена 3-ступінчастою без синхронізаторів, що робило авто важким у керуванні.
Шасі коштувало 8000-9500 доларів, а готове авто від 13.000 до 25.000 доларів (річна зарплата лікаря близько 3.000 доларів). Через Велику депресію 1937 було припинено виробництво дорогих авто на всіх компаніях Е. Корда.

### Модифікація SJ LaGrande Dual-Cowl Phaeton. 1935

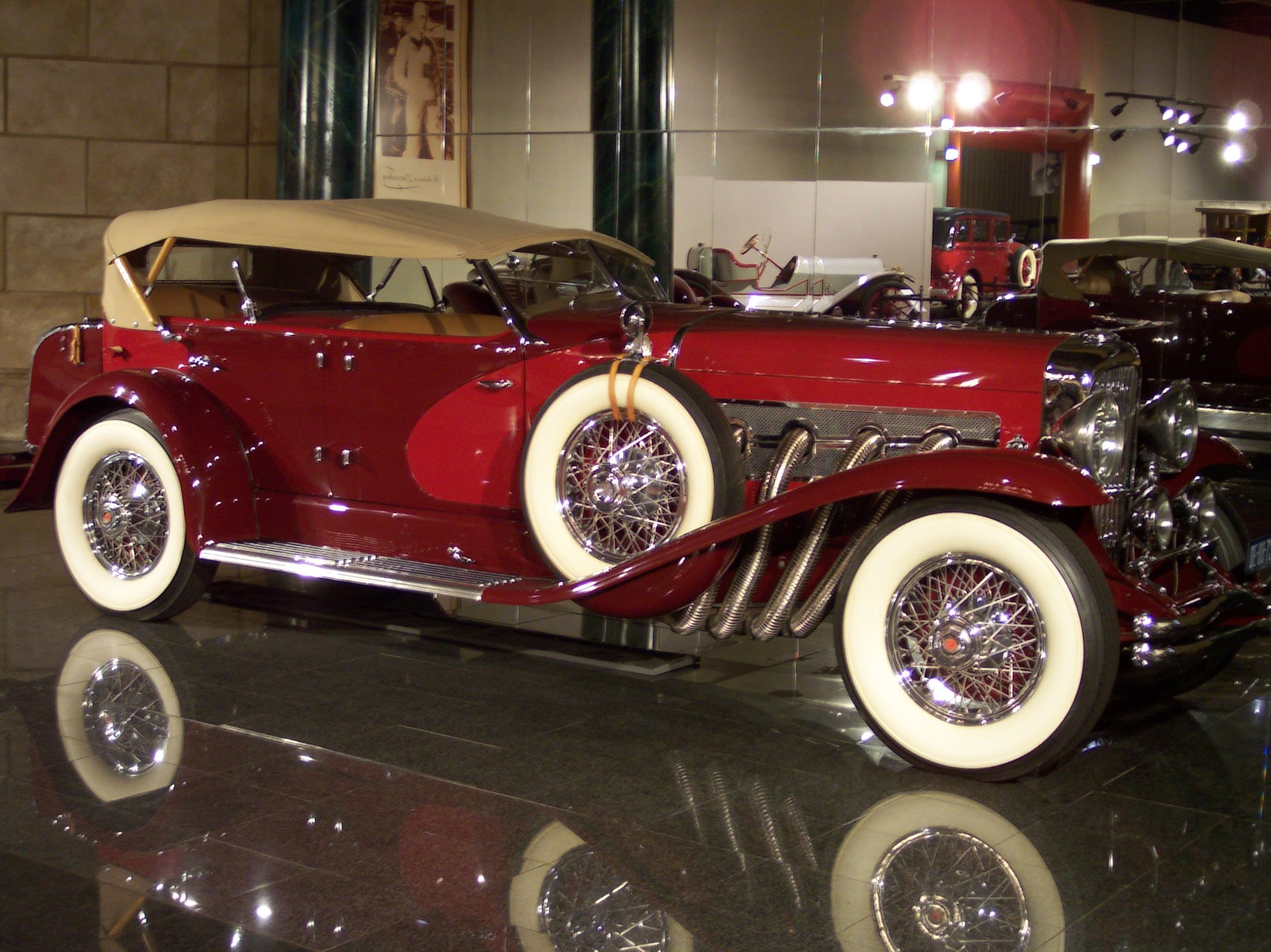
Duesenberg Convertible SJ. Lа Grand Dual-Cowl Phaeton. 1935

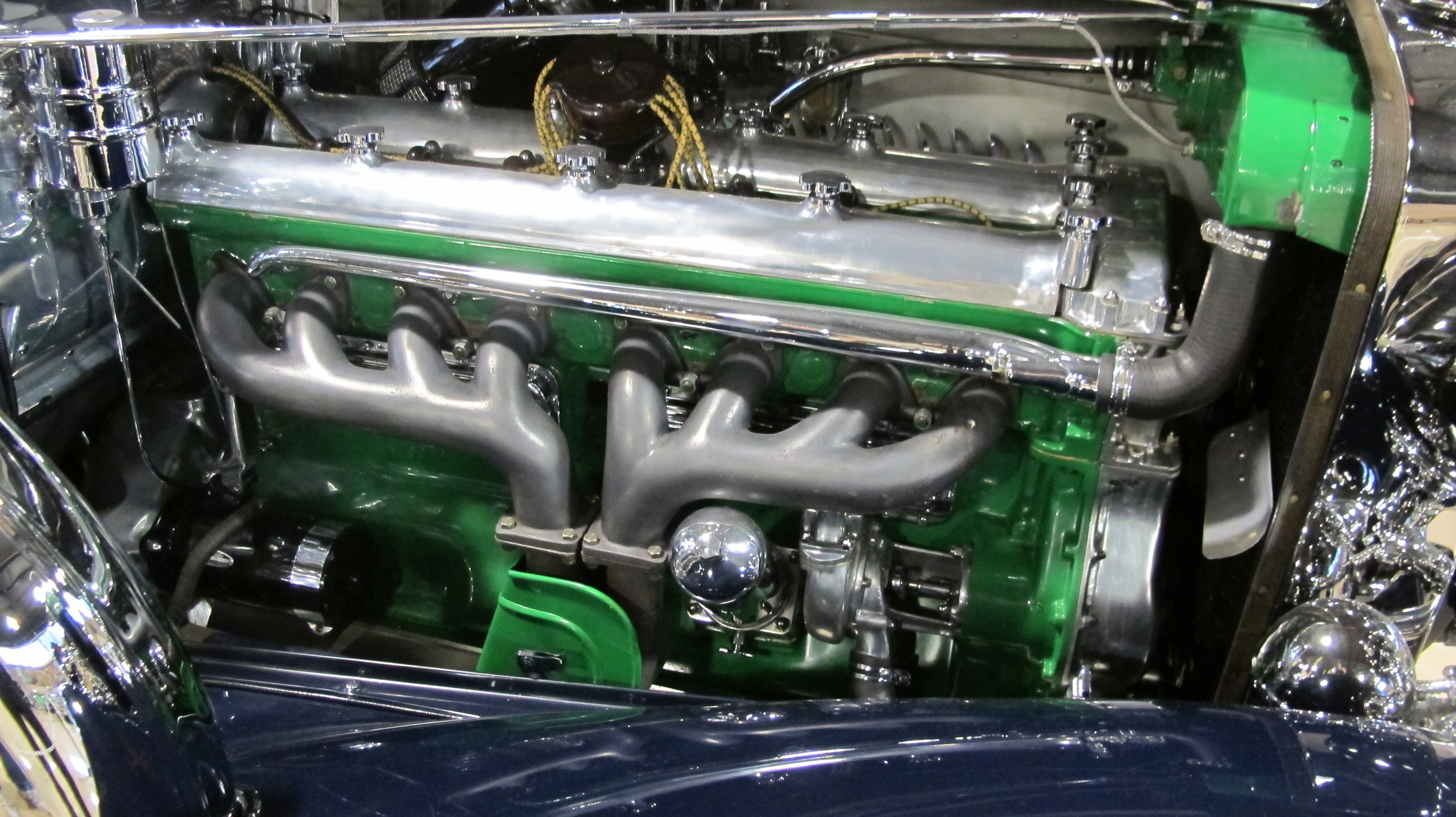
Model J. Моторний відсік

Фред Дюзенберг розробив мотор з компресором потужністю 320 к.с. (239 кВт), який встановили на модель SJ. Його крейсерська швидкість становила 170 км/год, максимальна до 225 км/год на третій передачі. Він розганявся від 0 до 100 км/год за 8 сек, до 100 миль/год (161 км/год) за 17 секунд. Колісна база становила 3620 мм, маса близько 2500 кг. Було виготовлено 36 шасі. Оскільки компресор розташували поруч з мотором, то хромовані вихлопні труби вивели назовні. Вони стали товарним знаком авто Е. Корда з компресорами.
Також такі труби почали встановлювати на авто моделі SJ з атмосферними моторами. Реклама говорила: "Єдиний автомобіль, який міг обігнати Duesenberg був інший Duesenberg і то за згодою його власника". У 1930-х рр. Duesenberg став любимим авто гангстерів (зокрема Аль Капоне) завдяки швидкості і можливості встановити захист з металічних листів.

### Модифікація SSJ
Було виготовлено два короткі шасі з базою 3200 мм і мотором потужністю до 400 к.с. (298 кВт) з подвійним карбюратором "Баранячий ріг". Кузови авто виготовила Central Manufacturing Company, дочірня компанія Auburn з Коннерсвілл (англ. Connersville) округу Фаєтт штату Індіана. Запасне колесо розміщувалось ззаду зовні кузова. Один родстер купив актор Гері Купер (1935), інше орендував Кларк Ґейбл (1936). Обидва актори влаштовували перегони на пагорбах Голлівуду на своїх родстерах.

### Модифікація JN
Це позначення офіційно не використовувалось компанією. Для оновлення застарілою конструкції шасі були продані кузовній фірмі Rollston, яка виготовила 10 авто (1935). Вони отримали 17-дюймові колеса замість 19-дюймових, нову панель приладів.

### Duesenberg Special

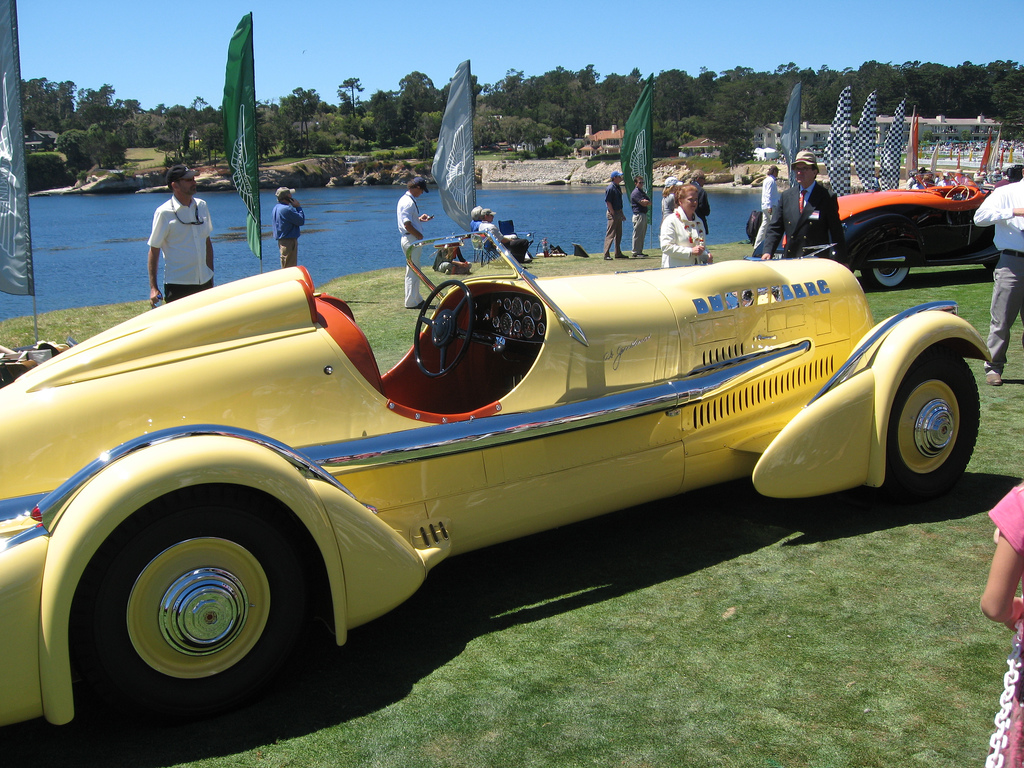
Duesenberg Special

З рекламною метою було виготовлено швидкісний автомобіль (1935). Мотор з компресором отримав подвійний карбюратор "баранячий ріг (англ. ram's horn), впускний колектор, використані згодом у модифікації Js. Було дещо змінено конструкцію підвіски. У жовтні 1935 авто проїхало за годину 153,97 милі (247,79 км), а 24-годинну гонку пройшло з швидкістю 218,18 км/год. Таку гонку не повторяли до 1961 року. Після встановлення нового мотору Curtiss V-1570 (Куртіс Завойовник (англ. Curtiss Conqueror)) авто назвали "Метеор мармонів". У 1936 він поставив декілька нових рекордів, досягнувши на 500 км швидкості 264,69 км/год. У 1938 двигун Curtiss V-1570 зняли і повернули старий.